# Туреччина на зимових Олімпійських іграх 1968
Туреччина брала участь у Зимових Олімпійських іграх 1968 року в Греноблі (Франція) в шостий раз за свою історію, але не завоювала жодної медалі. Країну представляли 11 спортсменів, які виступали у змаганнях з гірськолижного спорту та лижних гонок.